# Herbert Wentscher (Maler)
Herbert Wentscher (* 12. Juni 1900 in Graudenz; † 1994 in Schopfheim) war ein deutscher Maler und Kunsterzieher.

## Leben
Herbert Wentscher wurde in Graudenz in Westpreußen geboren. Er erhielt seine künstlerische Ausbildung von 1926 bis 1928 an der Kunstakademie in Königsberg bei Karl Storch und von 1929 bis 1931 an der Staatlichen Akademie für Kunst und Kunstgewerbe in Breslau bei Otto Mueller.
In der Zeit des Nationalsozialismus war Wentscher Mitglied der Reichskammer der bildenden Künste. Er lebte bis zur Vertreibung nach dem Ende des Zweiten Weltkrieges 1945 in Danzig. Über die Stationen Oldenburg und Hannover, wo er neben dem Malen als Kunsterzieher wirkte, gelangte er nach seiner Pensionierung nach Schopfheim im Schwarzwald. 1968 wurde ihm durch die Landsmannschaft Westpreußen e. V. der Marienburg-Preis verliehen.
Mit seiner Ehefrau Clara (1912–2010), die er 1941 heiratete, hatte er eine Tochter und einen Sohn.
Der gleichnamige Sohn Herbert Wentscher (* 1951), ist Videokünstler und Dozent für visuelle Kommunikation an der Bauhaus-Universität Weimar. Der auch aus Graudenz stammende Julius Wentscher war ein Verwandter.

## Ausstellungen (unvollständig)
- 1937 und 1939: Königsberg, Kunsthalle am Wrangelturm – Ostpreußenkunst
- 1944: Hamburger Kunsthalle – Ausstellung Danzig-westpreußischer, pommerscher und mecklenburgischer Künstler
- 1982: Regensburg, Ostdeutsche Galerie – Julius Wentscher – Küsten- und Strandbilder. Herbert Wentscher – Gemälde und Zeichnungen
- 1990: Schopfheim – Ausstellung von Werken Herbert Wentschers sen.
- 1995: Lörrach, Städtische Galerie Villa Aichele – Herbert Wentscher – Fluchtzeichnungen 1944–45.